# Болест на Тайзер
Болест на Тайзер (на английски: Tyzzer's disease) е инфекциозно заболяване, засягащо подрастващи и отбити зайци. Причинява се от Clostridium piliforme (преди това известен като Bacillus piliformis). Боледуват и други бозайници, предимно гризачи.

## История на заболяването
Заболяването е описано за първи път през 1917 г. от професора в медицинския факултет на Харвардския университет Ернст Тайзер. Той го открива при лабораторни мишки с признаци на тежка диария и висока смъртност. През 1946 г. Пол Ерингтън описва инфекциозно хеморагично заболяване при ондатрите в Айова. През 1971 г. Karstad et al. описват болестта на Тайзер и болестта на Ерингтън за идентична, проявяваща се при отделни видове животни. През 1965 г. Allen et al. описват заболяването при зайци. По-късно тя е доказана и при други видове бозайници – плъхове, котки (вкл. и сервал), кучета, джербили, хамстери, морски свинчета, макаци, коне и говеда. До 1980 г. описаните случаи на това заболяване касаят лабораторни животни. След 1982 г. обаче е регистрирано в стопански зайцеферми в редица страни – Унгария (1982), Франция (1984), Индия (1984), Белгия (1985), Германия (1985).

## Разпространение
В България болестта на Тайзер не е доказана. Заболяването се диагностицира трудно и това е една от причините то да не се открива на много места. То е повсеместно разпространено при домашни зайци отглеждани във ферми и лабораторни животни по цял свят. Среща се и при дивите животни. Така например е диагностицирано при диви ондатри в редица щати и провинции на САЩ и Канада.

## Етиология
Причинител на заболяването е спорообразуващия облигатен интрацелуларен бацил Clostridium piliforme. Той е Грам-отрицателен, плеоморфен, подвижен и има способността да формира филаментозни органи в цитоплазмата на заразените гостоприемникови клетки. В споровата си форма е относително устойчив и запазва инфекциозните си свойства в почвата за около една година. При температура от 60 °C загива за около час.

## Епизоотология
Роля в епизоотологията на заболяването имат както спорите така и вегетативните форми на причинителя. Все още не е установена преимуществената роля на една от двете форми в процеса. Вегетативната форма има значение при острата форма на болестта поради това, че огромен брой вирулентни микроорганизми се изхвърлят в околната среда с диаричната маса. Споровата форма обаче се запазва дълго време в околната среда и запазва своята вирулентност при попадане в нов гостоприемник.
Източник на инфекцията са болни и преболедували животни които дълго време остават заразоносители. В зайцефермите значение в предаването на заболяването имат и други видове гризачи имащи достъп до трупове и изпражнения от болни зайци. Веднъж влязъл причинителя в дадено стопанство трудно би могъл да бъде унищожен. Заболяването придобива стационарен характер. Клиничните признаци се проявяват при зайци безсимптомни носители на клостридия в резултат на отслабена имунна система. Често заболяват новозакунени зайци внесени в заразеното стопанство. За активиране на клиничната проява предразполагат фактори като хранителен стрес, продължителен транспорт или безконтролна употреба на антибиотици и сулфонамиди.
Хората вероятно могат да бъдат заразени и да преболедуват безсимптомно. Причина за това твърдение са откритите антитела срещу Clostridium piliforme в кръвни серуми от хора (Fries et al).
Болестта на Тайзер може да се прояви съвместно с друго заболяване опасно за зайците – мукоидната ентеропатия.

## Патогенеза
Clostridium piliforme навлиза в гостоприемниковите клетки и се размножава в тях. По-късно те лизират и причинителите заразяват нови. Патогенното действие се дължи на цитотоксините отделяни от клостридия. Засягат се епителните клетки на втората половина на тънките черва (илеум) и началото на дебелите (цекум и проксималната част на колона). След това по кръвен път причинителят се дисеменира и уврежда черния дроб и сърцето.

## Клинични признаци
Заболяването протича остро и инапарентно (безсимптомно). При експериментални условия е установено, че инкубационния период продължава от 3 до 7 дни.
- Остра форма – засяга отбитите и млади зайци на възраст от 6 до 12 седмици. Характеризира се с внезапно начало проявяващо се с профузна водниста до мукозна диария. Силна депресия и дехидратация. Процентът на заболелите е от 2 до 25%, но смъртността е висока и достига до 85%. Смъртта настъпва от 12 до 48 час от началото на диарията.
- Безсимптомна форма – засяга възрастни зайци. Индивидите изостават от растежа си в резултат на чревна стеноза.

## Диагноза
Диагнозата се основава на данните от епизоотологичното проучване, клиничните признаци, патологоанатомичните изменения, данни от лабораторните изследвания и диференциалната диагноза.

### Патологоанатомични изменения
Патологоанатомичните изменения могат да бъдат описани като характерна триада от поражения:
- Черва – едем и кръвоизливи на мукоза, субмукоза и мускулатура. Некрози на мукозата. Засегнати са илеум, цекум и проксимална част на колона.
- Черен дроб – многобройни сивожълти некротични огнища с големина от 1 до 3 mm.
- Миокард – кръвоизливи и бледо сиви до бледожълти ивици.

### Лабораторна диагноза
Използват се следните лабораторни методи:
- Хистологично изследване на черен дроб, цекум и сърце – цели се откриване на Clostridium piliforme в поразени ентероцити, хепатоцити и мускулни влакна.[8][7]
- Инфектиране на птичи ембриони или клетъчни линии от бозайници и последващо доказване наличието на Clostridium piliforme.
- Индиректна имунофлуоресценция – доказва се наличие на антетела в поразените тъкани.
- РСК и ELISA – доказва се наличие на антитела в серума на преболедували или безсимптомно болни зайци.[7][10]

## Лечение
Лечението е антибиотично. Важно е да се знае, че причинителят е устойчив към някои от антибиотиците.

## Профилактика
Поддържа се строг контрол на дезинфекция на помещенията и инвентара във фермите, дезинфекция на крака и ръце на обслужващия ги персонал и използване на отделно облекло. Нужен е контрол на вноса на нови животни. Същите трябва да произлизат от здрави стопанства и да се карантинират преди да влязат в основните помещения.
Няма разработени средства за активна имунопрофилактика (ваксина).